# Bilbao la Vieja
Bilbao la Vieja (auf Baskisch: Bilbo Zaharra, auf Deutsch: „Bilbao die Alte“) ist eine Vorstadt der Stadt Bilbao, (Bizkaia, Spanien). Sie gehört zum fünften Bezirk (Ibaiondo).

## Lage
Bilbao la Vieja befindet sich im Zentrum von Bilbao, zwischen Abando, Casco Viejo und Miribilla.

## Geschichte

### Gründung
Es ist das älteste Viertel von Bilbao, sogar älter als die mittelalterliche Altstadt. Es wurde im Jahr 1300 gegründet.
Die mittelalterliche Altstadt, die am rechten Ufer des Flusses Nervión ist (heute Casco Viejo), war eminent wichtig für die wirtschaftliche Bedeutung Bilbaos. Die Siedlungen am linken Ufer, die jetzt als Bilbao la Vieja bekannt sind, ist vor allem für ihren Bergbau bekannt.

### Gegenwart
Die Nachbarschaft ist aufgrund seiner strategischen Lage im Zentrum von Bilbao in einem tiefgreifenden Prozess der Gentrifizierung.
Verschiedene Pläne zur Stadtgestaltung werden sowohl in städtischen als auch in sozialen Generationen in der Stadt Bilbao und Lan Ekintza durchgespielt.

## Freizeit

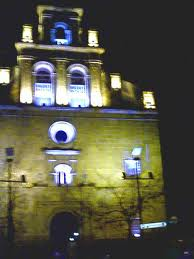
Konzerthalle BilboRock

### Musik
- BilboRock (Muelle de la Merced, 1): Diese alte Kirche, die in einen Konzertsaal umgewandelt wurde, organisiert Konzerte täglich von lokalen und internationalen Bands.

### Foren
- FORUM: Bilbao la Vieja, San Francisco y Zabala

### Kunst
- Espacio Marzana
- Fundación Bilbao Arte Fundazioa
- Espacio Abisal

### Museen
- Reproduktionsmuseum von Bilbao

### Stadtplanung
- Bilbao en Construcción (Bilbao la Vieja)

Koordinaten: 43° 15′ N, 2° 55′ W